# Stensnultra
Stensnultra (Ctenolabrus rupestris), en fiskart av familjen läppfiskar som finns längs västra Europas och Nordafrikas kuster. Arten blir upp till dryga 20 cm lång och livnär sig främst på små kräftdjur och maskar.

## Utseende
Stensnultran har en mer avlång kropp än de flesta snultror. Färgen är mycket varierande, men går vanligtvis i rött, brunt eller brungrått, oftast med hela eller främre partiet av buken ljusgrå. Den har en svart fläck framtill på ryggfenan, och en annan vid stjärtrotens övre del. Vid parningstiden utvecklar hanen röda fläckar på främre delen av kroppen, och honan får mörka ränder på buken. Längden är vanligtvis omkring 11 cm, men kan nå upp till 18 cm.

## Vanor
Arten är en bottenfisk som lever på algbeväxta bottnar med klippor eller en blandning av sten och sand. Vanligtvis går den ner till 20 meters djup, men i synnerhet äldre individer kan gå ner till 50 m. Födan består av bryozoa, kräftdjur och snäckor. Högsta kända ålder är 8 år.

### Fortplantning
Stensnultran leker under sommaren då hanen hävdar ett revir. Äggen, som kläcks efter omkring en vecka, och de unga larverna är pelagiska. Könsmognaden inträffar vid ungefär 2 års ålder.

## Utbredning
Arten finns från mellersta Norge, längs Bohuslän in i Östersjön till Bornholm, Medelhavet och södra Svarta havet till Marocko. Arten leker i Sverige.

## Status
För beståndet är inga hot kända och stensnultran är inte sällsynt. IUCN listar arten som livskraftig (LC).